# Virginal
Das Virginal ist eine kleine Bauform des Cembalos, also ein Kielinstrument. Seine Saiten werden von Kielen (Plektren) über eine von der Klaviatur betätigte Mechanik gezupft. Beim Virginal verlaufen die Saiten parallel zur Klaviatur, somit quer zu den Tasten. Virginale sind typischerweise einmanualig sowie einchörig und haben eine polygonale oder rechteckige Form. Sie kommen in Tischform (fest montierte Beine) und in Box-Form (keine montierten Beine) vor.

## Etymologie
Das Virginal wurde erstmals von Paulus Paulirinus von Prag in seinem Liber viginti artium (Buch der 20 Künste; 1459–63) erwähnt. Er führte den Namen auf lateinisch virgo = ‚Jungfrau‘ zurück: „… Virginale dictum, quod uti virgo dulcorat mitibus et suavissimis vocibus.“ – „… Man nennt es Virginal, weil es wie eine Jungfrau (= virgo) mit weicher und süßer Stimme singt.“
Curt Sachs hingegen postulierte eine Namensherkunft von virga ‚Dorn, Stab, Rute‘, die sich auch noch in aktuellen Auflagen von Musik in Geschichte und Gegenwart wiederfindet.
Die heutige Bezeichnung „Virginal“ entspricht nur teilweise der historischen Nomenklatur. In Italien wurden polygonale Virginale meist als arpicordo oder als clavicordio bezeichnet, aber besonders im 17. Jahrhundert auch als spinetta. Auch in anderen europäischen Ländern wie Deutschland, Frankreich und den Niederlanden wurden diese Instrumente als „Spinett“ oder „épinette“ bezeichnet. In England wurde der Terminus „virginalls“ immer im Plural verwendet, manchmal auch als „a pair of virginalls“ und meinte im 16. und frühen 17. Jahrhundert jede Form von Kielinstrumenten, also auch Cembali, und keineswegs nur das Instrument, das man heute als Virginal bezeichnet. Die Musik der heute als englische Virginalisten bekannten Komponisten William Byrd, John Bull, Giles Farnaby, Thomas Morley, Peter Philips u. a. ist also keineswegs völlig spezifisch für das Virginal bestimmt, obwohl sie sicherlich oft auf den damals weitverbreiteten „echten“ Virginalen gespielt wurde.

## Geschichte

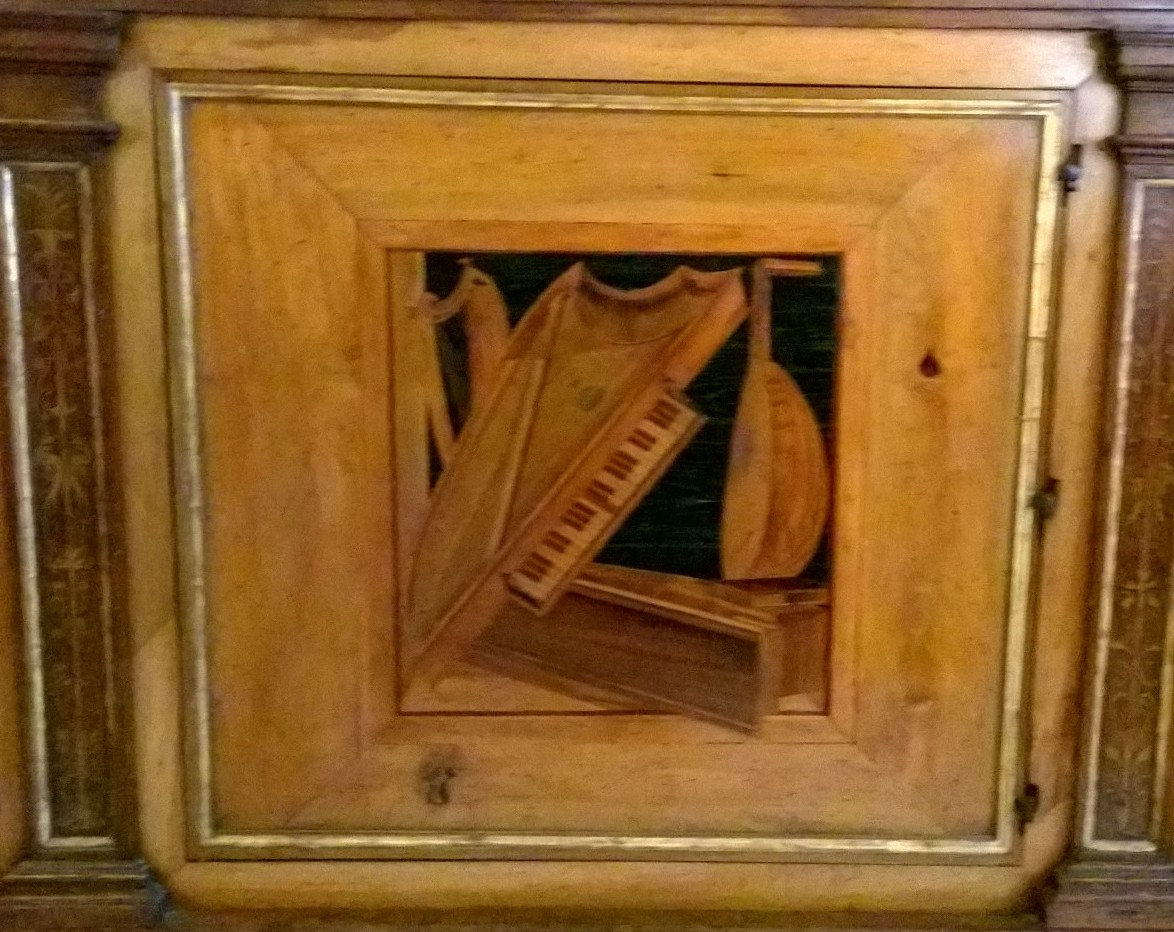
Virginal (und Laute) in einer Intarsie im Studiolo der Isabella d’Este, Palazzo Ducale, Mantua

Das Virginal geht, wie das Clavichord und das Cembalo, auf das im 13. Jahrhundert aufkommende, mit einer Tastatur versehene Polychord und auf das Psalterium zurück. 1440 beschrieb Henri Arnaut de Zwolle in einem seiner Traktate die Konstruktion eines clavisimbalum und eines clavicordum und gibt die Möglichkeit an, aus einem viereckigen Clavichord ein clavisimbalum zu machen, wenn man statt einer Tangentenmechanik Springer mit Kielen einbaut. Möglicherweise meinte Arnaut mit einem solchen viereckigen clavisimbalum ein Virginal – allerdings ohne diesen Namen zu nennen.
Erste Abbildungen des Virginals sind ein Holzschnitt in Sebastian Virdungs Musica getutscht von 1511, und elegante Intarsien vom Beginn des 16. Jahrhunderts an einer Tür der Stanza della Segnatura im Vatikan und im Studiolo der Isabella d’Este im Palazzo Ducale in Mantua. Das erste erhaltene Instrument ist ein Virginal von Francesco de Portalupi aus Verona von 1523; es befindet sich heute im Musée de la Musique in Paris.
Virginale waren vom 16. bis 18. Jahrhundert besonders in Italien, England und den südlichen Niederlanden (heute Belgien) verbreitet. Unter Berücksichtigung der erhaltenen Instrumente lagen die Hauptzentren des Virginal- und Cembalobaus in Italien, und ab ca. 1580 bis ca. 1650 in Antwerpen. Der Höhepunkt der Beliebtheit lag im 16. und 17. Jahrhundert, allein aus der Zeit vor 1600 sind aus Italien mehr als 100 Virginale erhalten, im Vergleich zu „nur“ etwa 50 Cembali.
Italienische und frühe Virginale hatten meistens eine polygonale Form (fünf-, sechs- oder selten siebeneckig), während flämische Instrumente ab ca. 1580 und englische Instrumente des 17. Jahrhunderts die rechteckige Form bevorzugten; auch neapolitanische Instrumente, z. B. von Honofrio Guarracino (1628 bis nach 1698), sind normalerweise rechteckig. Die meisten historischen Virginale, vor allem in Italien und Flandern, hatten im Bass eine kurze Oktave mit C / E. Italienische Instrumente des 16. Jahrhunderts hatten dabei nach oben hin sehr häufig einen relativ großen Umfang bis f''' (z. B. die Virginale von Portalupi 1523, und von A. Patavinus). In der überlieferten Musik gibt es allerdings nur wenige Werke von venezianischen Tanzmeistern wie Giovanni Picchi oder von neapolitanischen Komponisten wie Ascanio Mayone, die zumindest bis zum d''' hochsteigen.

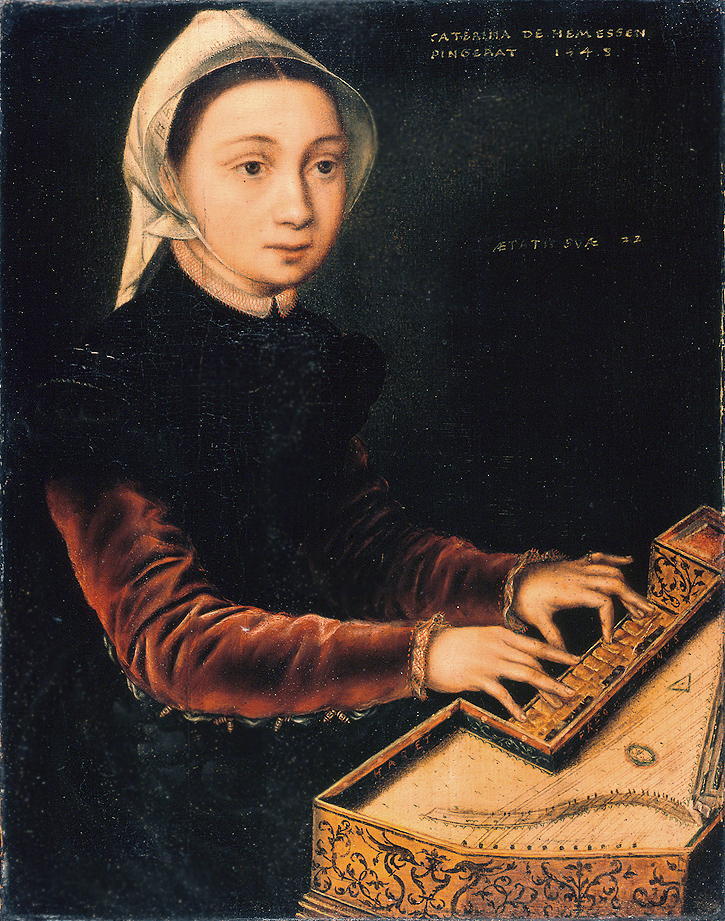
Catharina van Hemessen, Mädchen am Virginal, 1548. Wallraf-Richartz-Museum, Köln.

Trotz ihrer bescheidenen Maße waren viele dieser Instrumente durch kunstvolle Intarsien aus Materialien wie Edelhölzern, Elfenbein, Perlmutt, Vergoldungen oder Malereien wertvolle Luxusgegenstände, die beinahe an Schatzkästchen erinnern. Eines der wertvollsten Musikinstrumente überhaupt (reiner Materialwert) ist das berühmte Virginal von Annibale dei Rossi von 1577, mit Ebenholz, Elfenbein und 1928 Edel- und Halbedelsteinen – selbst auf den Tasten.
Das Virginal war besonders beliebt bei Frauen, oder wurde mit Frauen assoziiert. Es gibt bereits aus dem 16. Jahrhundert ein Porträt eines Mädchens am Virginal von Catharina van Hemessen (1548, Wallraf-Richartz, Köln. siehe nebenstehende Abb.), und Selbstporträts am Virginal von Sofonisba Anguissola (1555, Museo di Capodimonte, Neapel; und 1561, Althorp, Northamptonshire) und Lavinia Fontana (1577, Accademia di San Luca). Besonders beliebt war das Sujet einer Dame am Virginal im 17. Jahrhundert in Holland und Flandern, es gibt zahlreiche Bilder von Vermeer, Gabriel Metsu, Gerrit Dou, van der Neer u. a. Die häufig berichtete Herleitung des Wortes Virginal von lateinisch virgo = Jungfrau kann allerdings nicht der Grund für diese weibliche Konnotation sein, wegen der viel häufigeren Bezeichnung des Instruments als „spinetta“, „espinette“ oder „spinetten“. Für die Beliebtheit in England unter Elisabeth I., die selbst gut „the virginals“ spielte, ist diese Assoziation allerdings nicht ganz von der Hand zu weisen. Es gibt eine Anekdote, wie Elisabeth I. James Melville, einen Gesandten der Maria Stuart, über deren musikalische Fähigkeiten aushorchte:

„Wie sich Maria die Zeit vertreibe, ob sie gut Laute oder Spinett spiele? ›Für eine Königin ganz gut‹, antwortete Melville … An diesem Abend führte Lord Hunsdon, …, Melville heimlich in Elisabeths Zimmer, wo diese 'ungewöhnlich gut' auf dem Spinett spielte. Als sie ihn erblickte und ihn ausschalt, weil er ohne Erlaubnis hier sei, antwortete er schlagfertig: ›Ich hörte eine Melodie, die mich entzückte und irgendwie in dieses Zimmer lockte.‹“

Das Victoria and Albert Museum in London verwahrt ein vermutlich italienisches, anonymes Virginal von ca. 1570, das als Queen Elisabeth’s virginal bekannt ist. Das Instrument hat eine Moriskendekoration in schwarz, gold, rot und blau, Obertasten mit Silber-, Ebenholz und Elfenbeineinlagen, und trägt Wappen und Embleme der Tudors, die auch von Anne Boleyn und Elisabeth I. benutzt wurden.

## Bauweise

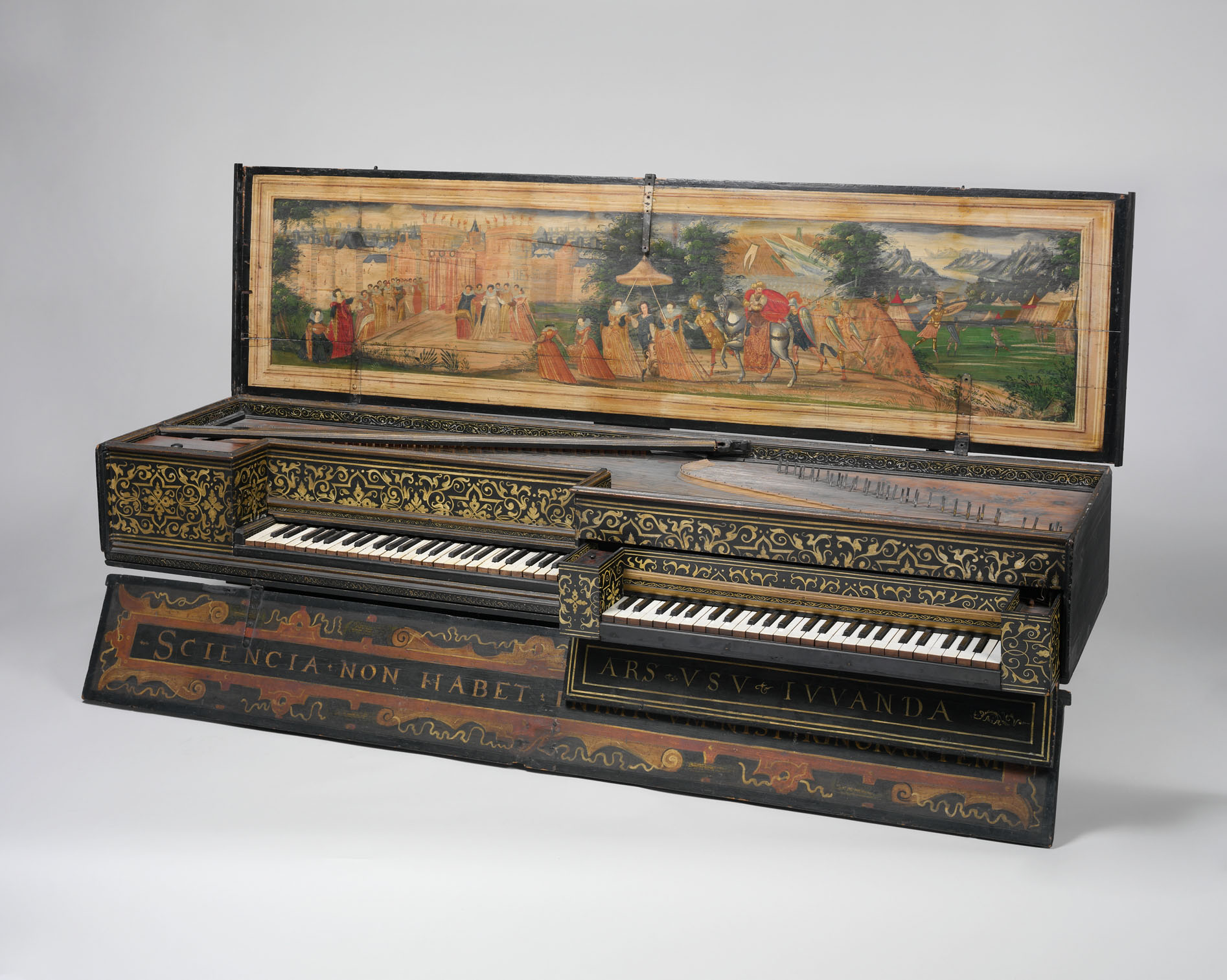
Mutter & Kind-Virginal, Lodewijck Grouwels, 1600. Metropolitan Museum of Art. Die „Mutter“ ist das linke Manual, und das „Kind“ das rechte.

Beim Virginal liegen die langen Basssaiten vorne, nahe der Tastatur und dem Spieler; die hohen, kurzen Saiten liegen hinten. Die Tastenhebel werden aufgrund der speziellen Konstruktion von links nach rechts, vom Bass zum Diskant hin, immer länger. Dadurch ist gerade die hohe Lage, die meist mehr Beweglichkeit als der Bass erfordert, relativ unbeweglich und erzeugt auch hörbare Klopfgeräusche.
Virginale haben zwei „klingende Stege“, die beide auf dem Resonanzboden liegen, was einen relativ fülligen, warmen und singenden Klangcharakter zur Folge hat. Dagegen liegt beim Cembalo und beim Spinett nur ein Steg auf dem Resonanzboden, der andere befindet sich auf dem Stimmstock.
Durch die Anbringung der Tastatur am Instrument ist festgelegt, an welcher Stelle die Saiten angerissen werden. Bei den meisten Instrumenten liegt die Tastatur auf der linken Seite. Die Saiten werden daher, ähnlich wie bei Cembalo und Spinett, in der Nähe ihres Endes angerissen. Diese Instrumente wurden laut Klaas Douwes (1699) auf Niederländisch als spinetten bezeichnet. Seltener sind Instrumente mit der Tastatur in der Mitte, hier ist der Klangcharakter etwas dunkler.
Das Muselaar-Virginal ist ein Instrument, bei dem die Tastatur auf der rechten Seite angebracht ist; es wurde ausschließlich in Flandern gebaut, besonders von den Ruckers. Da die Saiten eines Muselaars etwa in der Mitte angerissen werden, ist der Klang sehr grundtönig, das heißt, mit einem nur geringen Anteil an Obertönen. Der Klangcharakter ist dunkel, glockig und flötig. Die Schwingungsweite einer Saite ist in der Mitte stets am größten; dadurch sind Muselaare anfällig für Nebengeräusche und schnelles Spiel ist problematisch (allerdings auch wegen der langen Tastenhebel im Diskant).
Muselaare haben oft ein sogenanntes Arpichordium-Register. Durch Ziehen dieses Registers werden kleine Metallhaken in die Nähe der Basssaiten gebracht. Beim Schwingen schlagen die Saiten gegen die Haken, wodurch ein schnarrender Ton entsteht. Der Name dieses Registers kommt von der Verwendung ähnlicher Vorrichtungen bei historischen Harfen (sogenannte Schnarrhaken).
Es gab in Flandern im 16. und 17. Jahrhundert auch das „Mutter-und-Kind“ genannte Virginal (niederl.: „de moeder met het kind“). Es bestand aus einem in Normallage (8' = Achtfuß) klingenden rechteckigen Virginal, ca. 1,75 m breit, auf das ein kleines Virginal (4' = Vierfuß) gelegt werden konnte, das eine Oktave höher klingt. Das 4'-„Kind“ war normalerweise in einer Schublade neben der Mutter, und unterhalb des Resonanzbodens untergebracht; wenn man es dort herausnahm und auf dem großen Instrument installierte, konnten die Springer des „Kindes“ von der Tastatur der „Mutter“ mitbedient werden. So hatte man praktisch ein zweimanualiges Instrument mit einzelnen 8′- und 4′-Registern, die auch gekoppelt werden konnten.
Kleine Oktav-Virginale in 4'-Lage (Ottavino) wurden auch in anderen Ländern gebaut, besonders in Italien (z. B. das anonyme Ottavino um 1620 in Genf, oder das Instrument von Denis 1667). Die Ruckers bauten auch Virginale in anderen Tonhöhen, z. B. Quartinstrumente, die eine Quarte höher klangen, als den angeschlagenen Tasten entsprach.
Virginale mit zwei 8'-Registern sind sehr selten: Drei Instrumente befinden sich im Hamburger Museum für Kunst und Gewerbe (Rossi 1569, Celestini 1594, und Anonymus „ca. 1580“).

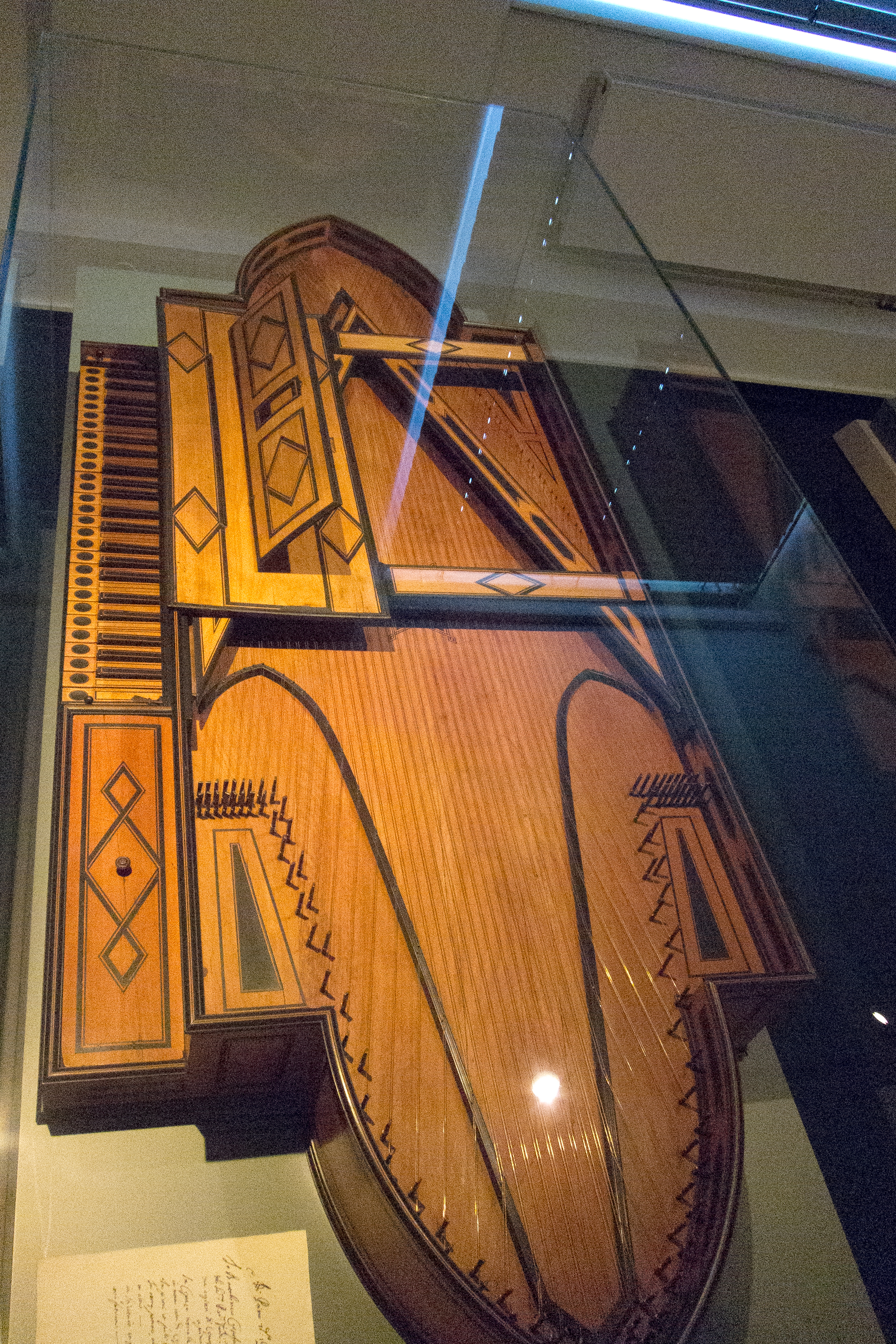
Doppelvirginal (8'-8') von Bartolomeo Cristofori, Florenz, 1693. Museum für Musikinstrumente der Universität Leipzig (Inv.-Nr. 53).

Auch Bartolomeo Cristofori baute 1690 und 1693 zwei „ovale“ Doppel-Virginale mit 8'-8'-Disposition für Ferdinando de’ Medici, den Großherzog der Toskana. Das eine dieser beiden außergewöhnlichen Instrumente (Florenz 1693) befindet sich heute im Musikinstrumentenmuseum der Universität Leipzig (Inv.-Nr. 53). Ein drittes Instrument dieser Form ist von Giuseppe Maria Goccini erhalten (Kopenhagen, Musikhistorisk Museum).
Auf Grund der kleinen Bauform eignen sich Virginale vor allem für Solo- und Kammermusik im kleinen Rahmen. Die Form des rechteckigen Virginals soll Vorbild für die im 18. Jahrhundert aufkommenden Tafelklaviere gewesen sein.

## Repertoire
Das Virginal ist ein angemessenes Instrument für grundsätzlich jede Art von Tastenmusik, die vor 1650 komponiert wurde. Besonders gut lassen sich darauf einfache Tänze oder Ricercari darstellen. Wegen der langen Tastenhebel im Diskant, die wie oben beschrieben auch Klopfgeräusche machen, ist allerdings bei sehr virtuoser Musik mit vielen schnellen Läufen in der rechten Hand das Cembalo die bessere Wahl. Das gilt auch für die englische Musik der sogenannten „Virginalisten“, die unter anderem im My Ladye Nevells Booke oder im sogenannten Fitzwilliam Virginal Book überliefert ist, und die keineswegs ausschließlich für das Virginal komponiert wurde.

## Galerie

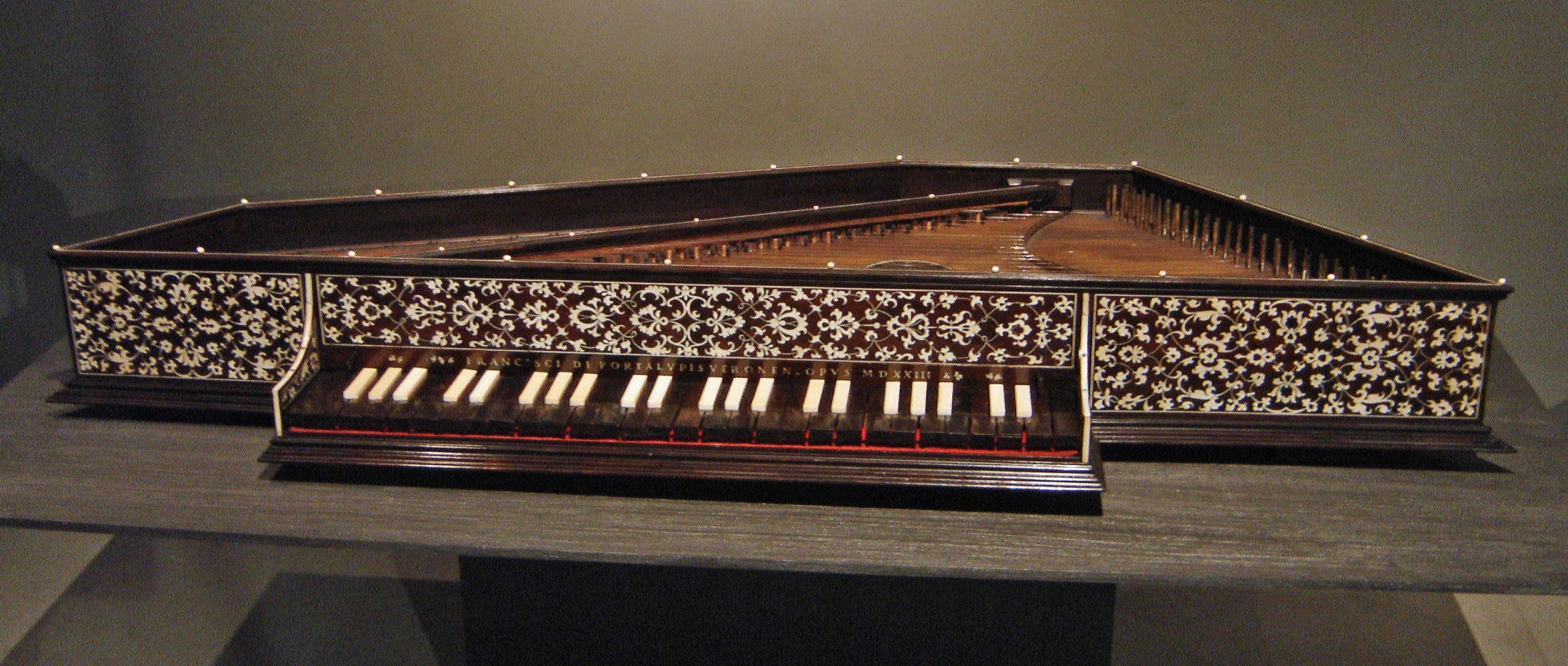
Polygonales italienisches Virginal von Portalupi, 1523. Paris, Musée de la musique. Dies ist das früheste erhaltene Virginal.
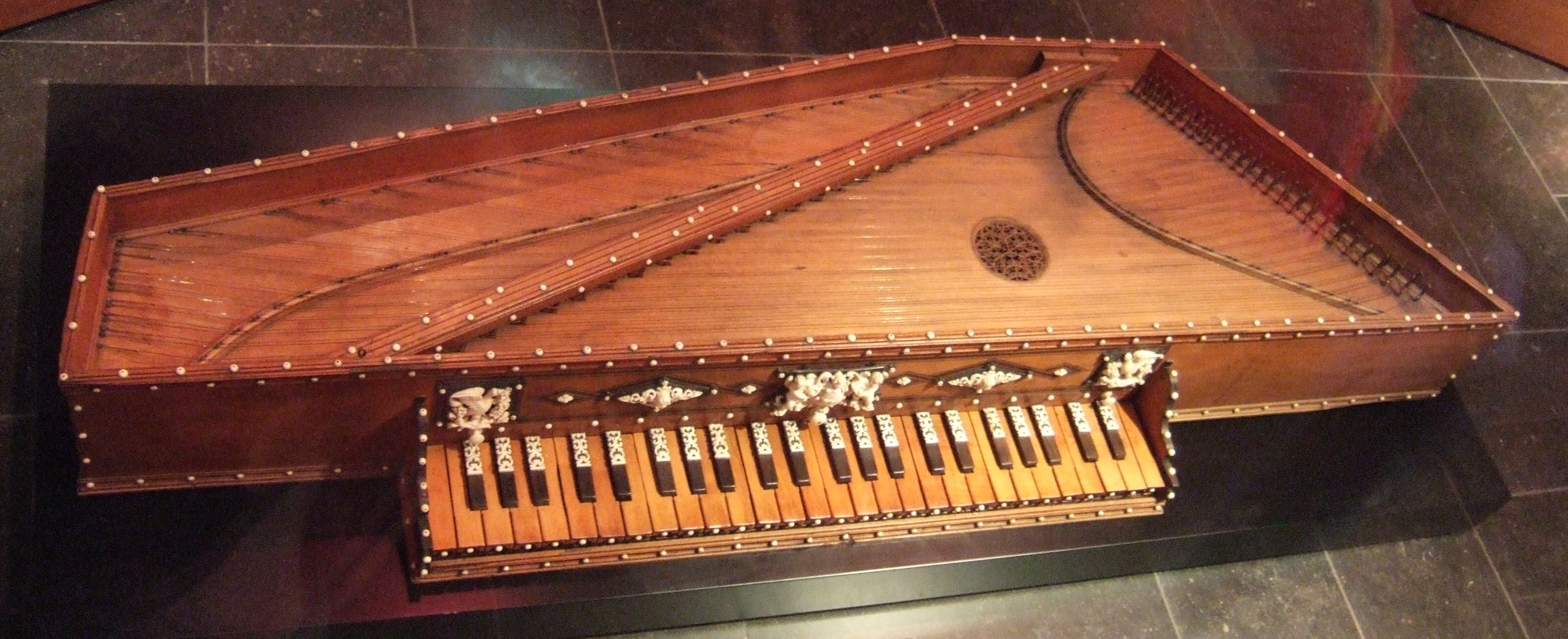
Polygonales italienisches Virginal von A. Patavinus.
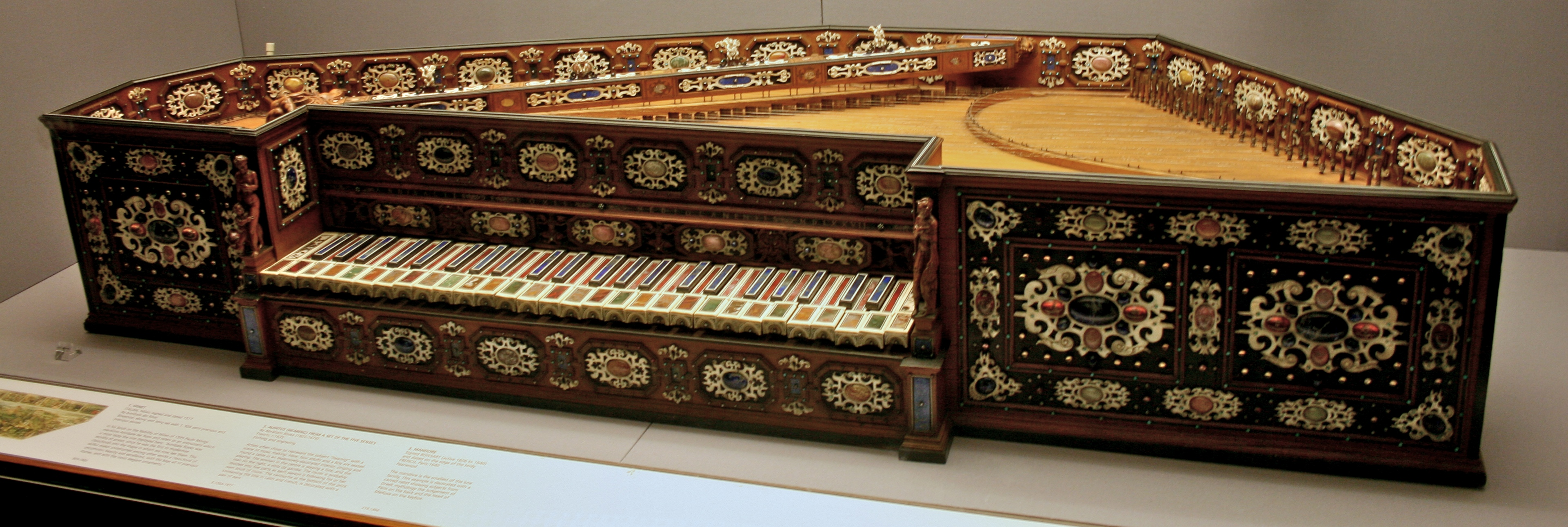
Virginal (spinetta) von Annibale dei Rossi, Mailand, 1577. Besetzt mit Ebenholz, Elfenbein und 1928 Halbedelsteinen und Edelsteinen
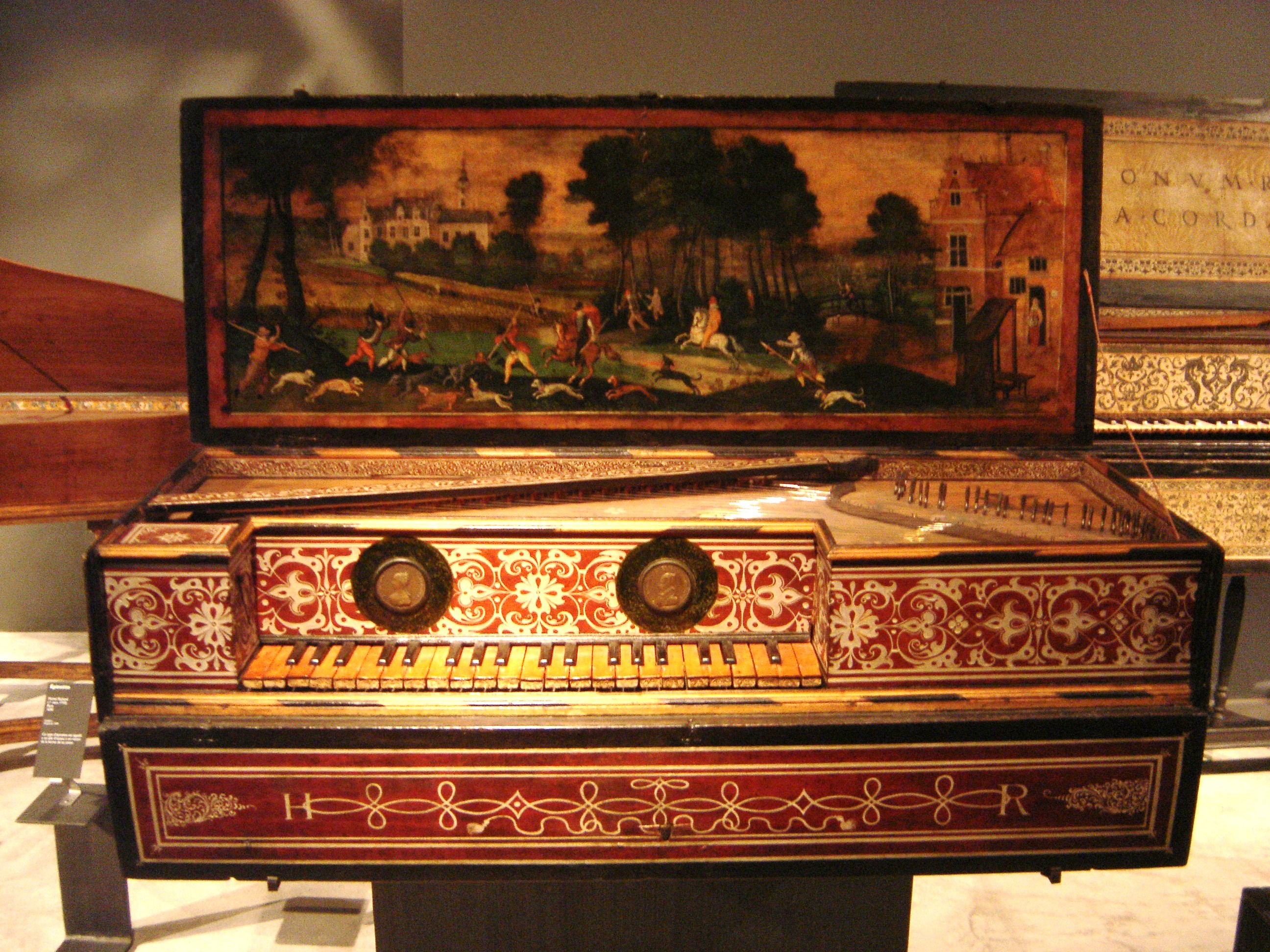
Quart-Virginal von Hans Ruckers, 1583. Musée de la musique, Paris
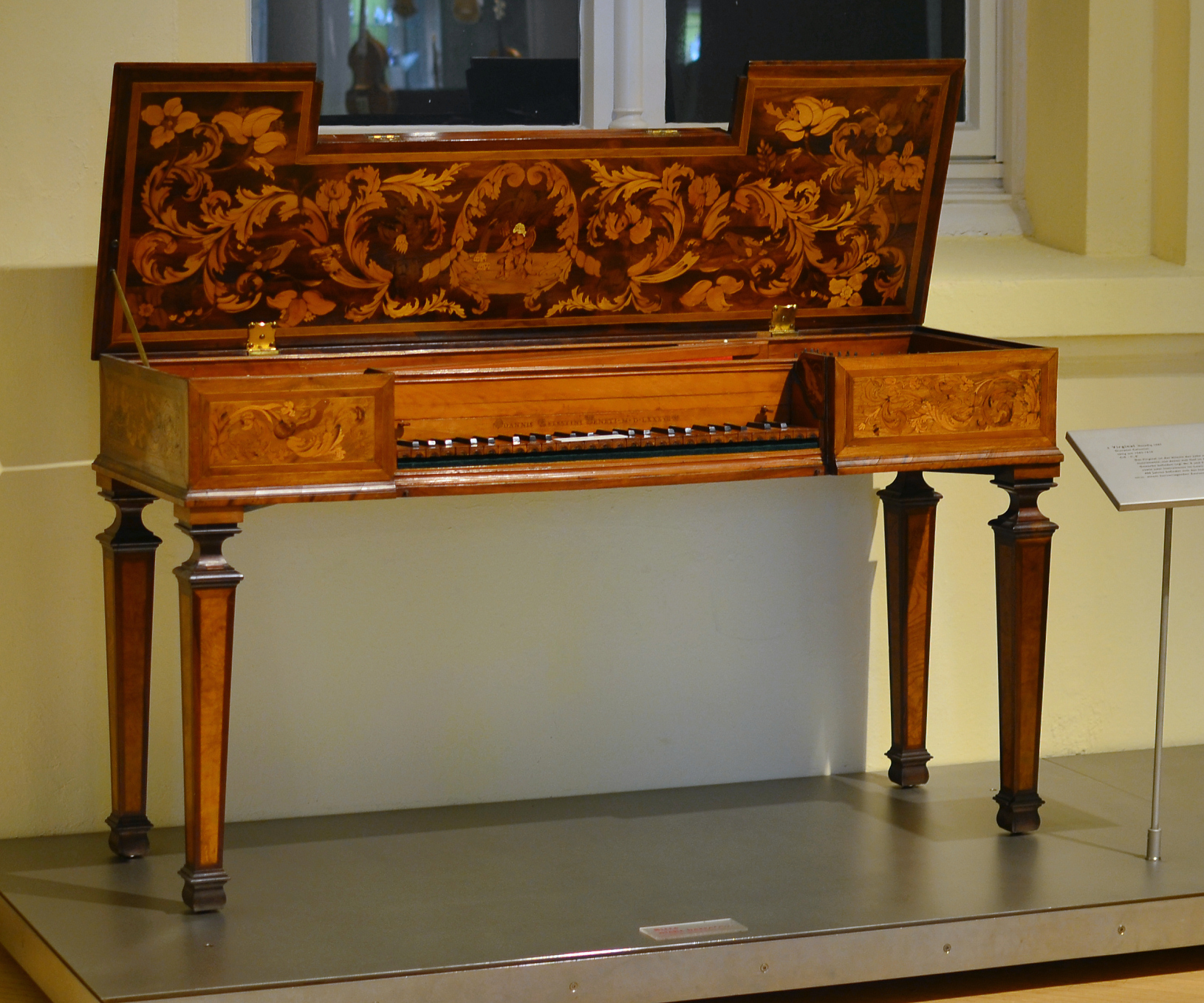
Virginal von Giovanni Celestini, 1587. Hamburg, Museum für Kunst und Gewerbe
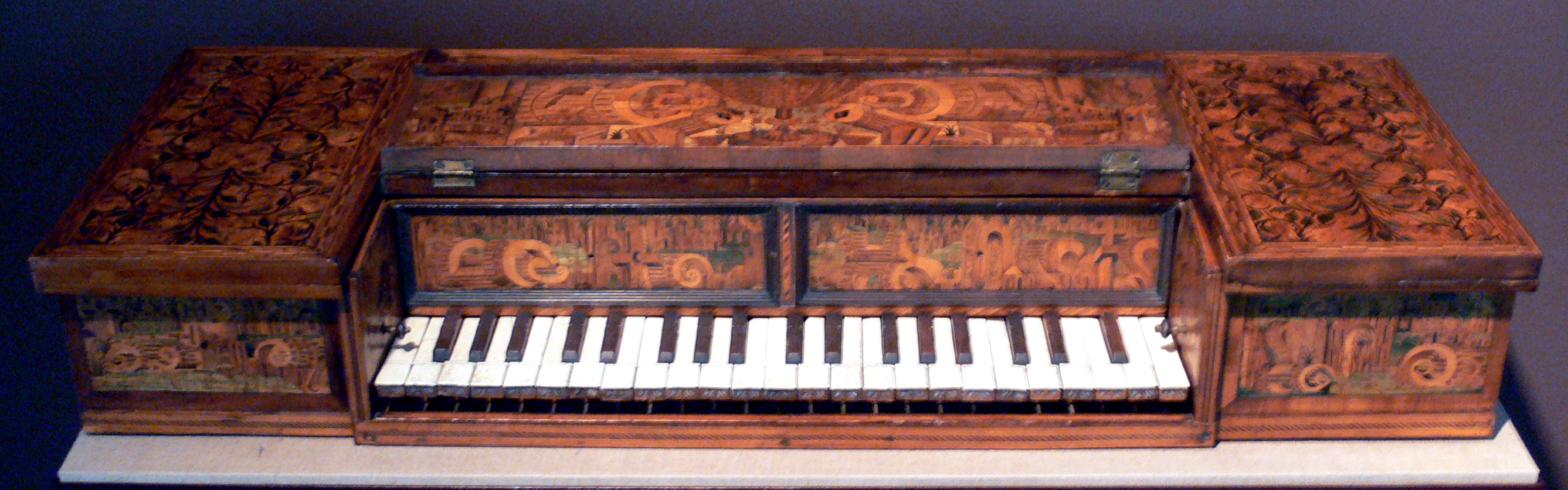
Virginal, Anonymus Augsburg, um 1600, Musikinstrumentenmuseum Berlin (Kat.-Nr. 2217)
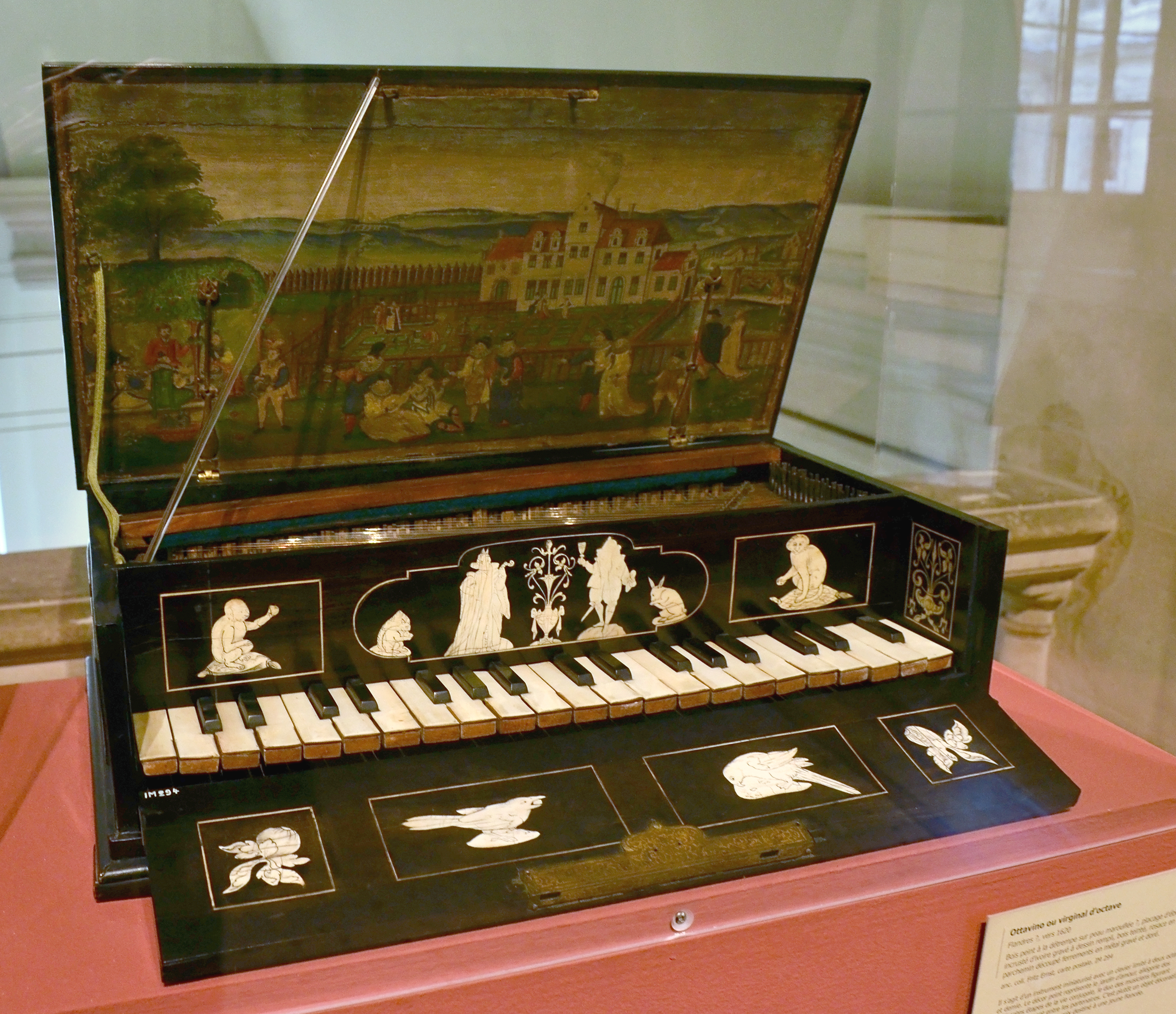
Oktav-Virginal (Ottavino), Anonymus, um 1620. Musée d’Art et d’histoire, Genf 21102014
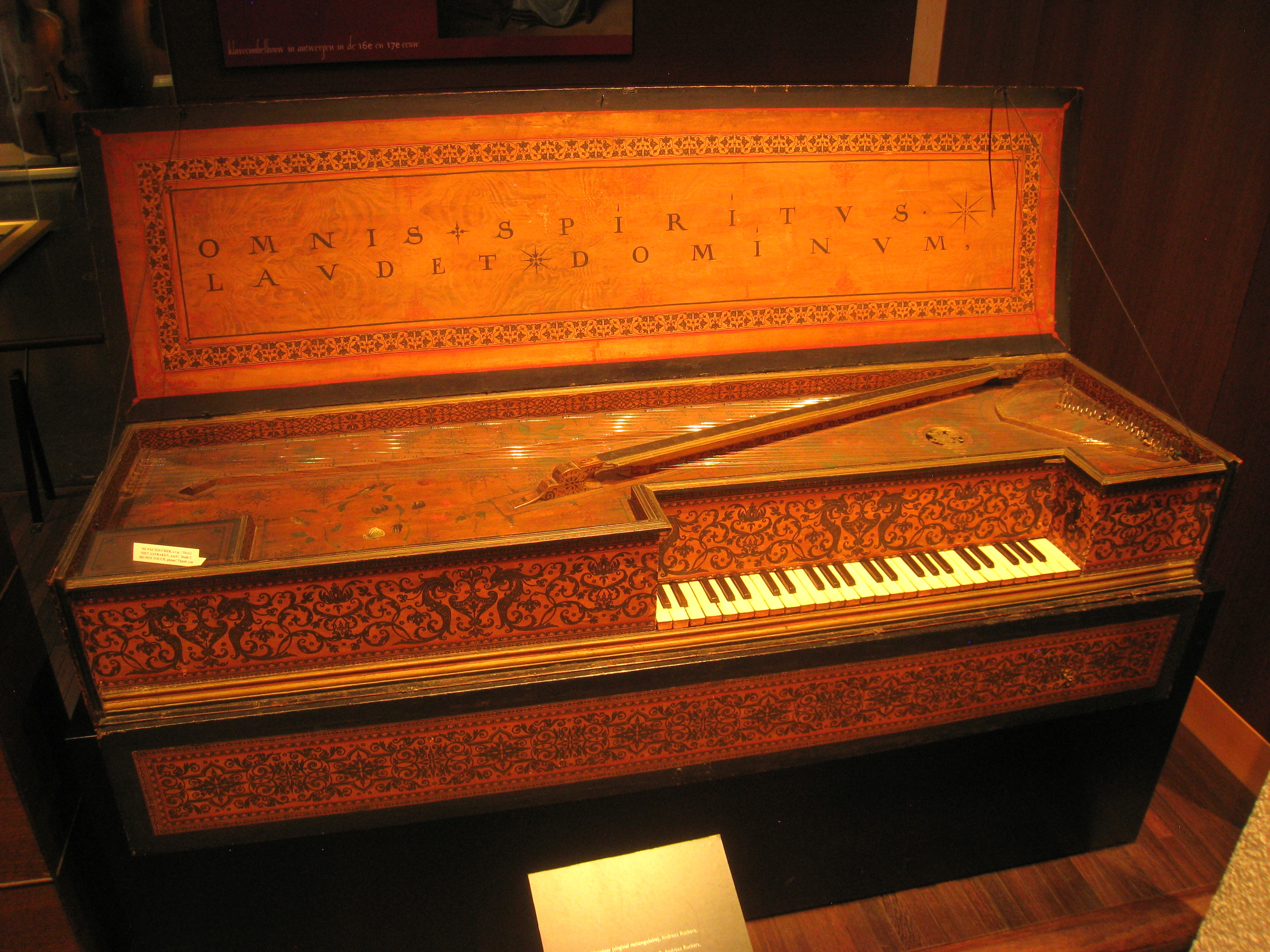
Muselar von Andreas Ruckers, Antwerpen, 1628. Brüssel, Musée Instrumental, IMG 3966
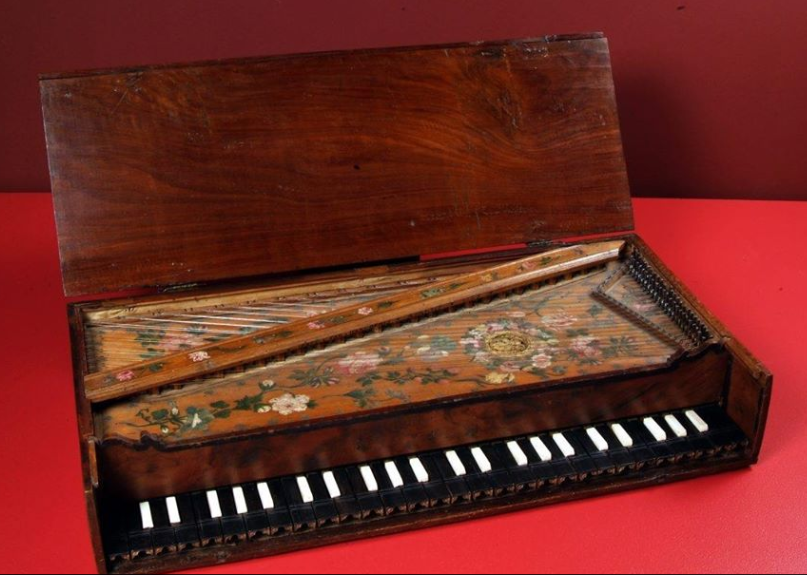
Oktav-Virginal von Jean II Denis, 1667. Musée Municipal, Varzy
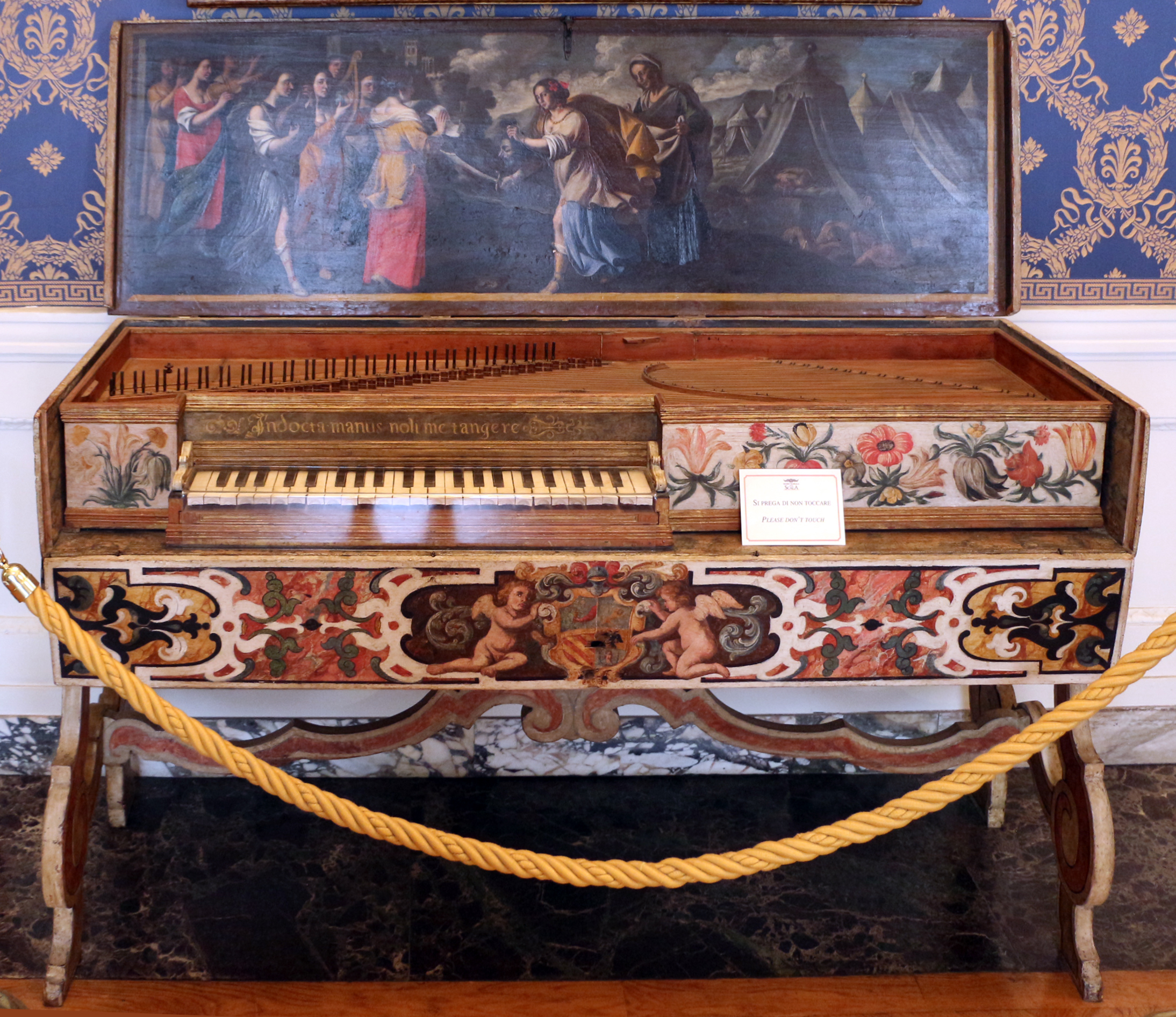
Neapolitanisches Virginal von Guarracino, 1667, Deckel-Gemälde von 1669. Mailand, Museo del teatro alla Scala